# Marele Khorasan

Harta Khorasanului și a împrejurimilor sale în secolele VII/VIII

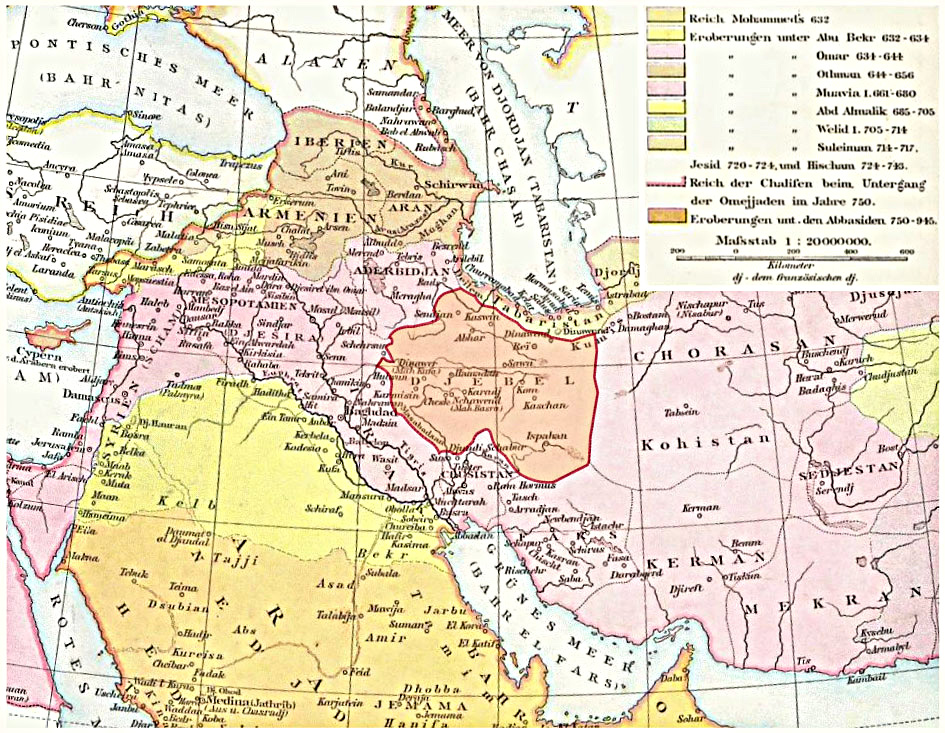
O hartă din 1886 a Orientului Apropiat din secolul al X-lea care arată Khorasan la est de provincia Jibal

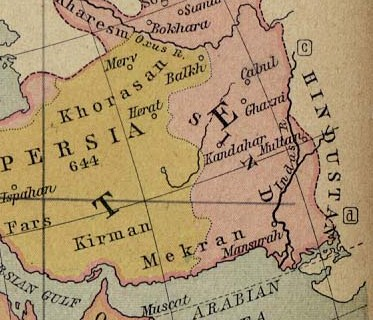
Numele teritoriilor în timpul Califat din 750

Marele Khorāsān, sau Khorāsān (în persană medievală Xwarāsān; persană خراسان [xoɾɒːˈsɒːn] ⓘ), este o regiune istorică de est din Podișul Iranian între Asia de Vest și Centrală. Numele Khorāsān este persan și înseamnă „de unde vine soarele” sau „Provincia de Est”. Numele a fost dat pentru prima dată provinciei de est a Persiei în timpul Imperiului Sasanid și a fost folosit de la sfârșitul Evului Mediu în distincție cu Transoxiana vecină. Marele Khorasan este uneori folosit astăzi pentru a distinge regiunea istorică mai mare de fosta provincie Khorasan a Iranului (1906–2004), care a cuprins aproximativ jumătatea vestică a Marelui Khorasan istoric.